# TOMM34
TOMM34 (англ. Translocase of outer mitochondrial membrane 34) – білок, який кодується однойменним геном, розташованим у людей на короткому плечі 20-ї хромосоми. Довжина поліпептидного ланцюга білка становить 309 амінокислот, а молекулярна маса — 34 559.
| 10         |  | 20         |  | 30         |  | 40         |  | 50         |
| ---------- |  | ---------- |  | ---------- |  | ---------- |  | ---------- |
| MAPKFPDSVE |  | ELRAAGNESF |  | RNGQYAEASA |  | LYGRALRVLQ |  | AQGSSDPEEE |
| SVLYSNRAAC |  | HLKDGNCRDC |  | IKDCTSALAL |  | VPFSIKPLLR |  | RASAYEALEK |
| YPMAYVDYKT |  | VLQIDDNVTS |  | AVEGINRMTR |  | ALMDSLGPEW |  | RLKLPSIPLV |
| PVSAQKRWNS |  | LPSENHKEMA |  | KSKSKETTAT |  | KNRVPSAGDV |  | EKARVLKEEG |
| NELVKKGNHK |  | KAIEKYSESL |  | LCSNLESATY |  | SNRALCYLVL |  | KQYTEAVKDC |
| TEALKLDGKN |  | VKAFYRRAQA |  | HKALKDYKSS |  | FADISNLLQI |  | EPRNGPAQKL |
| RQEVKQNLH  |  |            |  |            |  |            |  |            |

A: Аланін

C: Цистеїн

D: Аспарагінова кислота

E: Глутамінова кислота

F: Фенілаланін

G: Гліцин

H: Гістидин

I: Ізолейцин

K: Лізин

L: Лейцин

M: Метіонін

N: Аспарагін

P: Пролін

Q: Глутамін

R: Аргінін

S: Серин

T: Треонін

V: Валін

W: Триптофан

Кодований геном білок за функціями належить до шаперонів, фосфопротеїнів. 
Локалізований у цитоплазмі, мембрані, мітохондрії, зовнішній мембрані мітохондрій.